# (3283) Skorina
(3283) Skorina (1979 QA10) – planetoida z pasa głównego asteroid okrążająca Słońce w ciągu 3,71 lat w średniej odległości 2,4 au Odkryta 27 sierpnia 1979 roku.